# Bačko-srijemski rusinski jezik
Bačko-srijemski rusinski (Руски язик, Русински язик), povijesno jugoslavenskorusinski (южнопанонски руски язик), govor je Rusina u Vojvodini, Srijemu i Slavoniji. U Vojvodini mu je središte u Ruskom Krsturu (Руски Керестур). Ruski lingvist Aleksandar Duličenko klasificira ga kao jednog od slavenskih literarnih mikrojezika.  

## Pravopis
Bačko-srijemski rusinski koristi prilagođeno ćirilično pismo. Koristi se 31 slovo i dodatni meki znak:
Аа Бб Вв Гг Ґґ Дд Ее Єє Жж Зз Ии Її Йй Кк Лл Мм Нн Оо Пп Рр Сс Тт Уу Фф Хх Цц Чч Шш Щщ Юю Яя ь
Osnove gramatike rusinskog jezika je postavio Havrijil Kosteljnik (Гавриїл Костельник) još 1923., ali ih je potpuno uredio jezikoslovac i pisac Mikola Kočiš u svom Pravopisu (Правопис руского яазика) izdanom 1971. godine u Novom Sadu, a tri godine kasnije je izdao i prvu gramatiku rusinskog u Vojvodini (Ґраматика руского яазика).
Prema izvještaju Ujedinjenih naroda,[nedostaje izvor] bačko-srijemski rusinski jedan je od rijetkih mikrojezika, kako u Europi, tako i u svijetu, koji se ima priliku razvijati zahvaljujući tome što se pored žive upotrebe, gaji i književnost na ovom jeziku, a također i postoje svi stupnjevi obrazovanja (osnovno, srednje i visoko) na rusinskom, uz aktivnu Katedru za rusinski jezik na Filozofskom fakultetu u Novom Sadu. Pored redovnog tjednika Руске слово (Rusinska riječ) čiji je izdavač Izvršno Vijeće APV, postoji i bogato izdavaštvo u rusinskim zajednicama u Vojvodini.

## Klasifikacija
Postoji samo jedan rusinski jezik, (nekoliko dijalekata) i ima karakteristike standardnoga jezika. Jezikoslovci se dvoume pripada li grupi istočnoslavenskih ili zapadnoslavenskih jezika, zbog utjecaja i s istoka i sa zapada, a brojni izrazi su i iz crkvenoslavenskoga. 
Jezik Rusina u Vojvodini, Srijemu i Slavoniji, koji Duličenko smatra mikrojezikom, s gledišta Svena Gustavsona je ”makrojezik”. Ima normu, kodificiran je, polivalentan i prisutne su stilističke varijacije, pa je punopravni literarni jezik kao i bjeloruski. Neki su ga smatrali jugozapadnim dijalektom ukrajinskoga jezika, a po mišljenju Gustavsona prije ga se može smatrati istočnoslovačkim. Institut za rusinski jezik i kulturu osnovan je u Prešovu 1993. Rusinski književni jezik je kodificiran i priznat u Slovačkoj 1995. od državne vlade i akademika u Bratislavi.
Jezik bačko-srijemskih Rusina je kodificiran 1923., nakon izdanja gramatike Havrijila Kosteljnika.
Dr Julijan Ramač (Юлиян Рамач) 2002., napisao je novu gramatiku i zaključuje da se rusinski jezik formirao u karpatskom arealu, gdje se sijeku izoglose istočnoslavenskih i zapadnoslavenskih jezika, te da ne treba tendenciozno naglašavati kojoj grupi jezika rusinski jezik pripada, već ga izučavati kao formiran sistem, poseban slavenski jezik.